# Route A3 (Grande-Bretagne)
Pour les articles homonymes, voir Route A3.
La route A3 est une voie de communication menant de Londres à Portsmouth.